# Selección femenina de fútbol sub-17 de Malta
La selección femenina de fútbol sub-17 de Malta es el equipo representativo de dicho país en las competiciones oficiales. Su organización está a cargo de la Asociación de Fútbol de Malta, miembro de la UEFA y la FIFA.

## Estadísticas

### Copa Mundial de Fútbol Femenino Sub-17
| Año   | Fase            | Posición        | PJ              | PG              | PE              | PP              | GF              | GC              |
| ----- | --------------- | --------------- | --------------- | --------------- | --------------- | --------------- | --------------- | --------------- |
| 2008  | No se clasificó | No se clasificó | No se clasificó | No se clasificó | No se clasificó | No se clasificó | No se clasificó | No se clasificó |
| 2010  | No se clasificó | No se clasificó | No se clasificó | No se clasificó | No se clasificó | No se clasificó | No se clasificó | No se clasificó |
| 2012  | No se clasificó | No se clasificó | No se clasificó | No se clasificó | No se clasificó | No se clasificó | No se clasificó | No se clasificó |
| 2014  | No se clasificó | No se clasificó | No se clasificó | No se clasificó | No se clasificó | No se clasificó | No se clasificó | No se clasificó |
| 2016  | No se clasificó | No se clasificó | No se clasificó | No se clasificó | No se clasificó | No se clasificó | No se clasificó | No se clasificó |
| 2018  | No se clasificó | No se clasificó | No se clasificó | No se clasificó | No se clasificó | No se clasificó | No se clasificó | No se clasificó |
| 2021  | No se clasificó | No se clasificó | No se clasificó | No se clasificó | No se clasificó | No se clasificó | No se clasificó | No se clasificó |
| Total | 0/7             | -               | 0               | 0               | 0               | 0               | 0               | 0               |

### Campeonato Europeo Femenino Sub-17 de la UEFA
| Año   | Fase                                       | Posición                                   | PJ                                         | PG                                         | PE                                         | PP                                         | GF                                         | GC                                         |
| ----- | ------------------------------------------ | ------------------------------------------ | ------------------------------------------ | ------------------------------------------ | ------------------------------------------ | ------------------------------------------ | ------------------------------------------ | ------------------------------------------ |
| 2008  | No participó                               | No participó                               | No participó                               | No participó                               | No participó                               | No participó                               | No participó                               | No participó                               |
| 2009  | No participó                               | No participó                               | No participó                               | No participó                               | No participó                               | No participó                               | No participó                               | No participó                               |
| 2010  | No participó                               | No participó                               | No participó                               | No participó                               | No participó                               | No participó                               | No participó                               | No participó                               |
| 2011  | No participó                               | No participó                               | No participó                               | No participó                               | No participó                               | No participó                               | No participó                               | No participó                               |
| 2012  | No participó                               | No participó                               | No participó                               | No participó                               | No participó                               | No participó                               | No participó                               | No participó                               |
| 2013  | No participó                               | No participó                               | No participó                               | No participó                               | No participó                               | No participó                               | No participó                               | No participó                               |
| 2014  | No participó                               | No participó                               | No participó                               | No participó                               | No participó                               | No participó                               | No participó                               | No participó                               |
| 2015  | No participó                               | No participó                               | No participó                               | No participó                               | No participó                               | No participó                               | No participó                               | No participó                               |
| 2016  | No participó                               | No participó                               | No participó                               | No participó                               | No participó                               | No participó                               | No participó                               | No participó                               |
| 2017  | No se clasificó                            | No se clasificó                            | No se clasificó                            | No se clasificó                            | No se clasificó                            | No se clasificó                            | No se clasificó                            | No se clasificó                            |
| 2018  | No se clasificó                            | No se clasificó                            | No se clasificó                            | No se clasificó                            | No se clasificó                            | No se clasificó                            | No se clasificó                            | No se clasificó                            |
| 2019  | No participó                               | No participó                               | No participó                               | No participó                               | No participó                               | No participó                               | No participó                               | No participó                               |
| 2020  | Cancelado debido a la pandemia de COVID-19 | Cancelado debido a la pandemia de COVID-19 | Cancelado debido a la pandemia de COVID-19 | Cancelado debido a la pandemia de COVID-19 | Cancelado debido a la pandemia de COVID-19 | Cancelado debido a la pandemia de COVID-19 | Cancelado debido a la pandemia de COVID-19 | Cancelado debido a la pandemia de COVID-19 |
| 2021  | Por disputarse                             | Por disputarse                             | Por disputarse                             | Por disputarse                             | Por disputarse                             | Por disputarse                             | Por disputarse                             | Por disputarse                             |
| 2022  | Por disputarse                             | Por disputarse                             | Por disputarse                             | Por disputarse                             | Por disputarse                             | Por disputarse                             | Por disputarse                             | Por disputarse                             |
| Total | 0/12                                       | 0                                          | 0                                          | 0                                          | 0                                          | 0                                          | 0                                          | 0                                          |